# Vince Lombardi

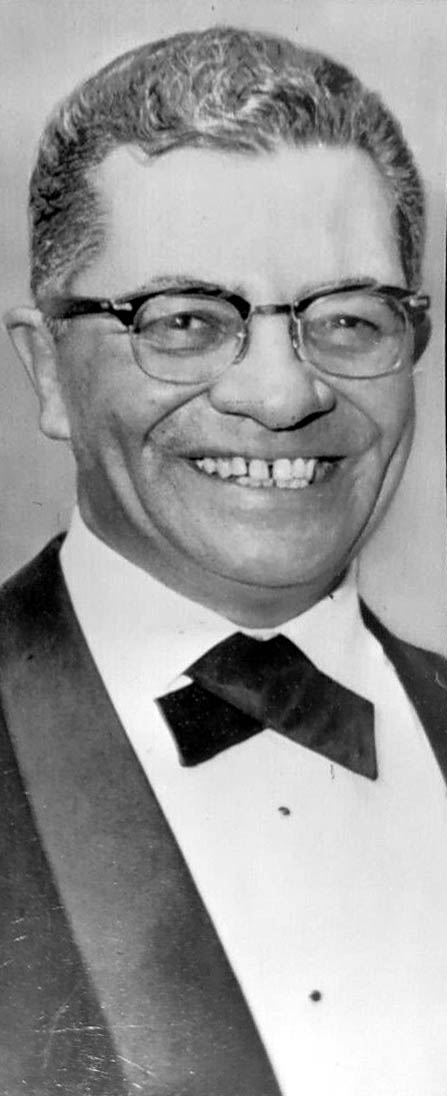
Vince Lombardi, 1964

Vince Thomas Lombardi (11 de Junho de 1913, Brooklyn, Nova Iorque — 3 de Setembro de 1970, Washington, D.C.) conhecido apenas como Vince Lombardi, foi o primeiro treinador campeão do Super Bowl, vencendo-o duas vezes consecutivas com o Green Bay Packers, em 1967 e 1968. É considerado um dos mais importantes e influentes profissionais de futebol americano dos Estados Unidos na segunda metade do século XX.
Lombardi nunca teve uma temporada com mais derrotas do que vitórias na sua carreira na NFL, compilando uma porcentagem de vitórias em temporada regular de 73,8% (96–34–6) e 90% (9–1) em pós temporada para um total na carreira de 105 vitórias, 35 derrotas e seis títulos da NFL.
Após a morte de Vince Lombardi devido um câncer colorretal em 1970, o troféu do Super Bowl, antes chamado de "AFL-NFL World Championship Game" foi rebatizado em sua homenagem, passando a se chamar Vince Lombardi Trophy, nome que permanece até hoje.